# Gramophone
Gramophone is een Brits muziektijdschrift dat gewijd is aan klassieke muziek. Het tijdschrift werd in 1923 opgericht door de Schotse auteur Compton Mackenzie, die het tijdschrift bleef redigeren tot 1962. Sinds 2013 is Mark Allen Group de uitgever van het tijdschrift.
De gemiddelde oplage per editie (inclusief digitaal) lag in 2021 op ruim 18.000.

## Gramophone Awards
Het tijdschrift reikt elk jaar de Gramophone Classical Music Awards uit aan de beste klassieke opnames van het jaar. De BBC noemde deze awards de oscars van de klassiekemuziekindustrie.

## Hall of Fame
In 2012 startte Gramophone de Hall of Fame, een lijst met personen (musici, muziekproducenten, managers e.d.) die hebben bijgedragen aan de catalogus van klassiekemuziekopnamen. Deze lijst wordt ieder jaar uitgebreid.
(Voorbeelden van) personen en groepen die zijn opgenomen in de Hall of Fame:

### Dirigenten
- Claudio Abbado
- John Barbirolli
- Daniel Barenboim
- Thomas Beecham
- Leonard Bernstein
- Karl Böhm
- Pierre Boulez
- Adrian Boult
- Benjamin Britten
- Sergiu Celibidache
- Riccardo Chailly
- Colin Davis
- Gustavo Dudamel
- Wilhelm Furtwängler
- John Eliot Gardiner
- Carlo Maria Giulini
- Bernard Haitink
- Nikolaus Harnoncourt
- Christopher Hogwood
- Mariss Jansons
- Herbert von Karajan
- Carlos Kleiber
- Otto Klemperer
- Rafael Kubelík
- James Levine
- Charles Mackerras
- Neville Marriner
- Zubin Mehta
- Yevgeny Mravinsky
- Riccardo Muti
- Eugene Ormandy
- Antonio Pappano
- Trevor Pinnock
- Simon Rattle
- Fritz Reiner
- Georg Solti
- Leopold Stokowski
- George Szell
- Michael Tilson Thomas
- Arturo Toscanini
- Bruno Walter

### Zangers
- Thomas Allen
- Victoria de los Ángeles
- Janet Baker
- Cecilia Bartoli
- Jussi Björling
- Montserrat Caballé
- Maria Callas
- José Carreras
- Enrico Caruso
- Feodor Chaliapin
- Joyce Didonato
- Plácido Domingo
- Kathleen Ferrier
- Dietrich Fischer-Dieskau
- Kirsten Flagstad
- Renée Fleming
- Angela Gheorghiu
- Nicolai Ghiaurov
- Tito Gobbi
- Thomas Hampson
- Marilyn Horne
- Hans Hotter
- Birgit Nilsson
- Luciano Pavarotti
- Leontyne Price
- Elisabeth Schwarzkopf
- Bryn Terfel

### Pianisten en klavecimbelspelers
- Leif Ove Andsnes
- Martha Argerich
- Claudio Arrau
- Vladimir Ashkenazy
- Alfred Brendel
- Emil Gilels
- Glenn Gould
- Friedrich Gulda
- Marc-André Hamelin
- Angela Hewitt
- Vladimir Horowitz
- Stephen Hough
- Wilhelm Kempff
- Evgeny Kissin
- Gustav Leonhardt
- Lang Lang
- Dinu Lipatti
- Radu Lupu
- Arturo Benedetti Michelangeli
- Murray Perahia
- Maurizio Pollini
- Sergey Rachmaninov
- Sviatoslav Richter
- Arthur Rubinstein
- András Schiff
- Artur Schnabel
- Grigory Sokolov
- Mitsuko Uchida

### Spelers van snaarinstrumenten, koperblazers en houtblazers
- Maurice André
- Dennis Brain
- Julian Bream
- Pablo Casals
- Kyung Wha Chung
- Jacqueline Du Pré
- James Galway
- Arthur Grumiaux
- Jascha Heifetz
- Heinz Holliger
- Steven Isserlis
- Fritz Kreisler
- Gidon Kremer
- Yo-Yo Ma
- Wynton Marsalis
- Albrecht Mayer
- Yehudi Menuhin
- Nathan Milstein
- Anne-Sophie Mutter
- David Oistrakh
- Emmanuel Pahud
- Itzhak Perlman
- Jean-Pierre Rampal
- Mstislav Rostropovich
- Jordi Savall
- Andrés Segovia
- John Williams

### Vocale en instrumentale ensembles
- Alban Berg Quartet
- Amadeus Quartet
- Beaux Arts Trio
- The King's Singers
- Takács Quartet
- The Tallis Scholars

### Muziekproducenten, geluidstechnici en managers van platenlabels
- Emile Berliner
- Bernard Coutaz
- John Culshaw
- C Robert Fine
- Fred Gaisberg
- Klaus Heymann
- Alain Lanceron
- Walter Legge
- Edward Lewis
- Goddard Lieberson
- Richard Mohr
- Ted Perry
- Kenneth Wilkinson

## Archief
Eind 2012 kondigde Gramophone een nieuwe archiefdienst aan. Abonnees op de digitale editie kunnen sindsdien volledige pdf's lezen van elk nummer van het tijdschrift, teruggaand tot de allereerste editie uit 1923.